# Maldegem
Maldegem belga város, amely Flandria régióban, Kelet-Flandria tartományban található. A város, amelynek lakossága több, mint 22 000 fő, teljes területe 94,64 km², népsűrűsége 237 fő/km², a Meetjesland-nak nevezett flamand régió északnyugati csücskében található.
Maldegem beceneve a "hűséges", amit először III. Fülöp maldegemi báró kapott 1300-ban a flamand grófoknak nyújtott szolgálataiért. Később ezt a jelzőt már magára Maldegemre is használni kezdték.

## Látnivalók
A városháza épületét a Sint-Niklaas és Knokke városokban található városházák után mintázták. 1909. júniusban fejezték be.
A maldegemi vasútállomás megszüntették, helyén ma a gőzmozdonyok múzeuma működik (Stoomcentrum Maldegem). Minden évben megrendezik a gőzmozdonyok fesztiválját.

## A város részei
| #          | Név                             | Terület (km²) | Lakosság (2007. dec. 31.) |
| ---------- | ------------------------------- | ------------- | ------------------------- |
| I (IV) (V) | Maldegem -Maldegem -Kleit -Donk | 61,08         | 15.790 12.108 2.627 1.055 |
| II         | Adegem                          | 27,70         | 5.976                     |
| III        | Middelburg                      | 5,86          | 607                       |

A város az alábbi településekkel szomszédos
- a. Sint-Laureins
- b. Eeklo
- c. Oostwinkel (Zomergem)
- d. Ursel (Knesselare)
- e. Knesselare
- f. Oedelem (Beernem)
- g. Sijsele (Damme)
- h. Moerkerke (Damme)
- i. Lapscheure (Damme)

## A város lakosságának alakulása
- Forrás:NIS, 1806 - 1970 között: népszámlálási adatok; 1980-tól = január 1-jei adatok (becslés)
- 1977: a második adat Adegem és Middelburg lakosságával együtt

## Verkeer
Ten noorden van Maldegem loopt in oost-westrichting de N49/E34. Naar het zuiden toe wordt Maldegem ontsloten door de expresweg N44 richting A10/E40 ter hoogte van Aalter. Door het centrum loopt in oost-westrichting ook de N9, de oude steenweg van Gent naar Brugge.

## Testvévárosok
- Franciaország, Ermont
- Németország, Lampertheim
- Hollandia Wierden
- Olaszország Adria

## Külső hivatkozások
- A település hivatalos weboldala
- Stoomcentrum Maldegem